# Yolanda Steyn
Yolanda Steyn (* 22. August 1972) ist eine ehemalige südafrikanische Leichtathletin, die sich auf den Sprint spezialisiert hat. Ihren größten Erfolg feierte sie mit dem Afrikameistertitel in der 4-mal-100-Meter-Staffel bei den Afrikameisterschaften im Jahr 1992 auf Mauritius.

## Sportliche Laufbahn
Erste internationale Erfahrungen sammelte Yolanda Steyn vermutlich im Jahr 1992, als sie bei den Afrikameisterschaften in Belle Vue Maurel in 24,11 s die Bronzemedaille im 200-Meter-Lauf hinter ihren Landsfrauen Elinda Vorster und Marcel Winkler gewann. Zudem siegte sie mit der südafrikanischen 4-mal-100-Meter-Staffel in 44,53 s gemeinsam mit Karen Botha, Marcel Winkler und Elinda Vorster. Im Jahr darauf gewann sie bei den Afrikameisterschaften im heimischen Durban in 23,22 s die Silbermedaille über 200 Meter hinter der Nigerianerin Mary Onyali-Omagbemi und mit der Staffel sicherte sie sich in 45,15 s gemeinsam mit Evette de Klerk, Elinda Vorster und Susan Knox die Bronzemedaille hinter den Teams aus Nigeria und Madagaskar. Anschließend erreichte sie bei den Weltmeisterschaften in Stuttgart das Viertelfinale über 200 Meter und schied dort mit 23,60 s aus. 1994 bestritt sie ihren letzten offiziellen Wettkampf und beendete daraufhin ihre aktive sportliche Karriere im Alter von 21 Jahren.

## Persönliche Bestleistungen
- 200 Meter: 23,03 s (+0,7 m/s), 7. Mai 1994 in Secunda